# Призраки (повесть)
«Призраки» — повесть И. С. Тургенева, задуманная писателем в 1855 году, законченная в 1863 и опубликованная в 1864.

## История создания
Как предполагают, основой для повести послужил сон, который приснился Тургеневу в 1849 году; о нём он рассказал в письме к Полине Виардо. 
Тургеневу приснилась белая фигура, которая назвала себя его братом «Анатолием» (брата с таким именем у него не было); оба они превратились в птиц и летали над океаном.
Повесть была задумана Тургеневым в 1855 году. Первоначально он хотел показать «ряд картин, эскизов, пейзажей» в форме прогулки художника по картинной галерее. Затем был найден другой сюжетный приём — полёты героя во времени и пространстве с помощью привидения. 
В октябре 1861 года Тургенев составил план повести.
Высказывалось мнение, что Тургенев создал три редакции текста, которые впоследствии вылились в три самостоятельных произведения: «Фауст», «Призраки» и «Довольно». Изучение рукописей показало, что это не соответствует действительности.
Летом 1863 года он закончил текст вчерне и показал его нескольким друзьям: П. В. Анненкову, Н. В. Щербаню. Повесть была опубликована в марте 1864 года в издаваемом Ф. М. и М. М. Достоевскими журнале «Эпоха».

## Сюжет
Повесть написана от первого лица. Лунной ночью томящемуся от бессонницы герою является белый призрак женщины. Призрак просит героя прийти к ней, и они встречаются на опушке леса у старого дуба. Женщина говорит: «Отдайся мне. Я тебе зла не сделаю. Скажи только два слова: возьми меня». Герой соглашается, и привидение уносит его высоко в небо. 
Призрак отказывается объяснить, кто она такая. Выясняется только, что при жизни она была замужем (у неё на пальце кольцо) и что зовут её "Эллис". 
Она описана, как «женщина с маленьким нерусским лицом. Иссера-беловатое, полупрозрачное, с едва означенными тенями, оно напоминало фигуры на алебастровой, извнутри освещенной вазе».
Эллис переносит героя в разные точки пространства (остров Уайт, Париж, Шварцвальд, Россия) и времени — показывает ему Юлия Цезаря и Стеньку Разина. В конце концов перед Эллис и рассказчиком предстает «что-то тяжёлое, мрачное, изжелта-чёрное, пёстрое, как брюхо ящерицы, — не туча и не дым». Герой осознает, что это сама смерть. Эллис и её спутник падают на землю. 
Герой приходит в себя, лёжа на земле. Рядом с ним лежит молодая женщина в белом платье, которая выглядит живой. «Эллис? ты ли это?» — спрашивает герой. Женщина пылко обнимает его и исчезает. Герой остаётся в недоумении: кто была Эллис — «привидение, скитающаяся душа, злой дух, сильфида, вампир, наконец?». Здоровье рассказчика разрушается, он подозревает, что его смерть близка.
В первоначальном варианте повести Тургенев ясно дал понять, что Эллис — вампир:
«- …И я опять-так повторяю: как можешь ты, без тела, без крови, любить меня?

— У тебя есть кровь, — промолвила моя спутница и мне показалось, что она улыбнулась.

Сердце во мне ёкнуло. Рассказы об упырях, о вампирах пришли мне на ум. „Неужели я во власти подобного существа?..“».
Однако впоследствии Тургенев, видимо, по совету Достоевского, выбросил иное объяснение; в письме от 23 декабря 1863 года Достоевский писал Тургеневу, что упоминание об «упыре» делает повесть менее фантастичной.

## Оценки и критика
Некоторые читатели усматривали в истории Эллис аллегорический смысл. Так, литературный критик Павел Анненков писал Тургеневу, прочитав повесть: 
«…эта летающая Эллис, — что она? Тут кроется какая-то аллегория, — но эта аллегория остаётся неразгаданной и производит то, что впечатление целого сводится не то на диссонанс, не то на неразрешённый аккорд какого-то смутного тона. Очевидно, что эта аллегория чего-то внутреннего, личного, тяжкого, глухого и неразрешенного». 
Некоторые критики считали Эллис символом музы поэта; постепенная «материализация» Эллис в повести отражает то, как автор жертвует своей реальной жизнью в пользу литературы.
Сам Тургенев недвусмысленно говорил в письме к Анненкову: 
«Тут нет решительно никакой аллегории, я так же сам мало понимаю Эллис, как и ты. Это ряд каких-то душевных dissolving views (англ.: "растворяющиеся виды") — вызванных переходным и действительно тяжёлым и тёмным состоянием моего Я».
Достоевский счёл появление этой повести положительным явлением в эпоху утилитарной и морализующей литературы:
«Что же касается из ничего непонимающих, то ведь неужели ж смотреть на них? Вы не поверите, как они сами-то смотрят на литературу. Ограниченная утилитарность — вот всё, что они требуют. Напишите им самое поэтическое произведение; они его отложат и возьмут то, где описано, что кого-нибудь секут. Поэтическая правда считается дичью. Надо только одно копированное с действительного факта. Проза у нас страшная… Здоровая часть общества, которая просыпается, жаждет смелой выходки от искусства. А Ваши „Призраки“ довольно смелая выходка, и превосходный будет пример (для всех нас), если Вы, первый, осмелитесь на такую выходку. Форма „Призраков“ всех изумит. А реальная их сторона даст выход всякому изумлению… Но тут главное — понять эту реальную сторону. По-моему, в „Призраках“ слишком много реального. Это реальное — есть тоска развитого и сознающего существа, живущего в наше время, уловленная тоска. Этой тоской наполнены все „Призраки“. Это „струна звенит в тумане“, и хорошо делает, что звенит».
Впоследствии Достоевский, во многом пересмотрев своё отношение к Тургеневу, создал в «Бесах» издевательскую пародию на «Призраков»: в очерке, который его герой, писатель Кармазинов, читает на литературном вечере, повторяются многие мотивы повести (римский император, у Достоевского — «Анк Марций», Германия и т. п.).
Тургенев был разочарован холодным приёмом, который пресса оказала его повести; он писал Анненкову: 
«По всем известиям, „Призраки“ потерпели общее фиаско. А всё-таки мне сдаётся, недурной человек был покойник».
По мнению В. Н. Топорова, повесть автобиографична, и образ женщины с чертами птицы и вампира навеян Полиной Виардо: 
«При всей осторожности и допущении иных возможных толкований этой истории, рассказанной в „Призраках“… можно полагать, что перед нами здесь едва ли не наиболее точное и полное описание ситуации Тургенева, одержимого любовью, цена которой — жизнь».
Существует и психоаналитическая трактовка данной повести как соположение тенденций либидо и танатоса.
Повесть Тургенева нередко включается в антологии и сборники фантастических рассказов и повестей в жанре «хоррор», в том числе «Библиотека русской фантастики», «Русская готическая проза» и другие.